# Wat

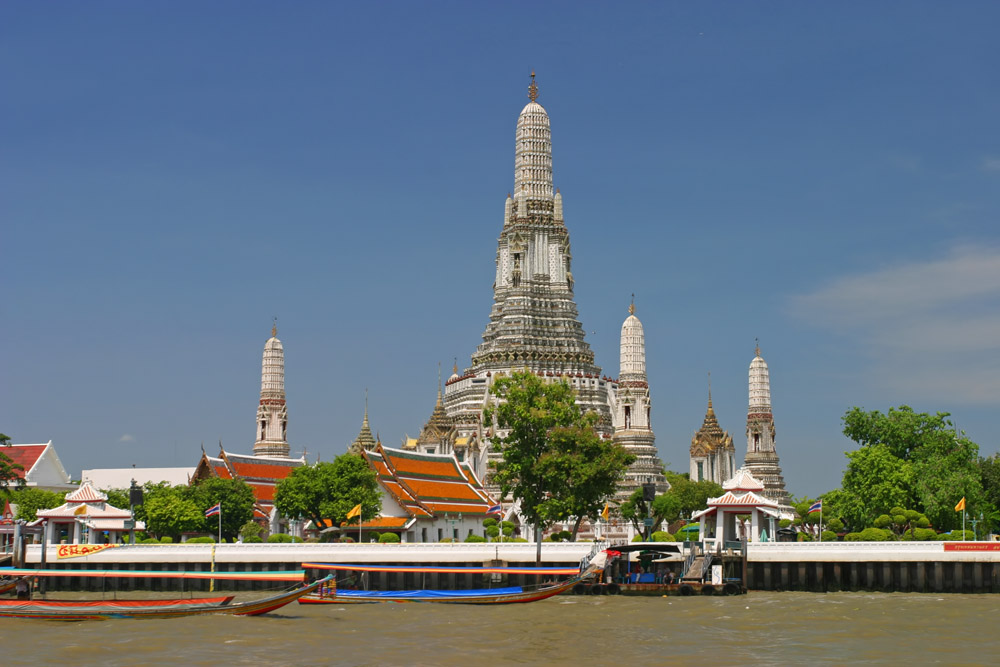
Il Wat Arun visto dal fiume Chao Phraya a Bangkok

Un wat (in thailandese วัด), nell'accezione comune del termine, è un tempio buddhista in Cambogia, in Thailandia ed in Laos (benché in quest'ultimo paese la trascrizione venga spesso resa con il termine "vat"). La parola "wat" deriva dal Pāli vatthu-ārāma (वय्य्हु आराम), che significa "il luogo dove è costruito il tempio".
Più precisamente un wat è un'area delimitata al cui interno sorgono edifici sacri del buddhismo Theravāda comprendente un tempio principale, l'alloggio per i monaci e una scuola, inoltre ci possono essere altre costruzioni annesse. In teoria un sito buddhista in cui vivano meno di tre monaci non ha le credenziali per essere definito un wat, ma in pratica vengono definiti tali anche i siti archeologici degli antichi templi, come ad esempio quello in Cambogia di Angkor Wat, che significa "la città dei templi".
In Thailandia ed in Laos i templi cinesi, sia quelli buddhisti che quelli taoisti, vengono chiamati wat ciin (tempio cinese), quelli induisti wat khèek (tempio degli ospiti, così vengono chiamati gli indiani) e le chiese cristiane wat kris o wat krit (tempio cristiano) o wat farang (tempio dei forestieri occidentali).

## Struttura

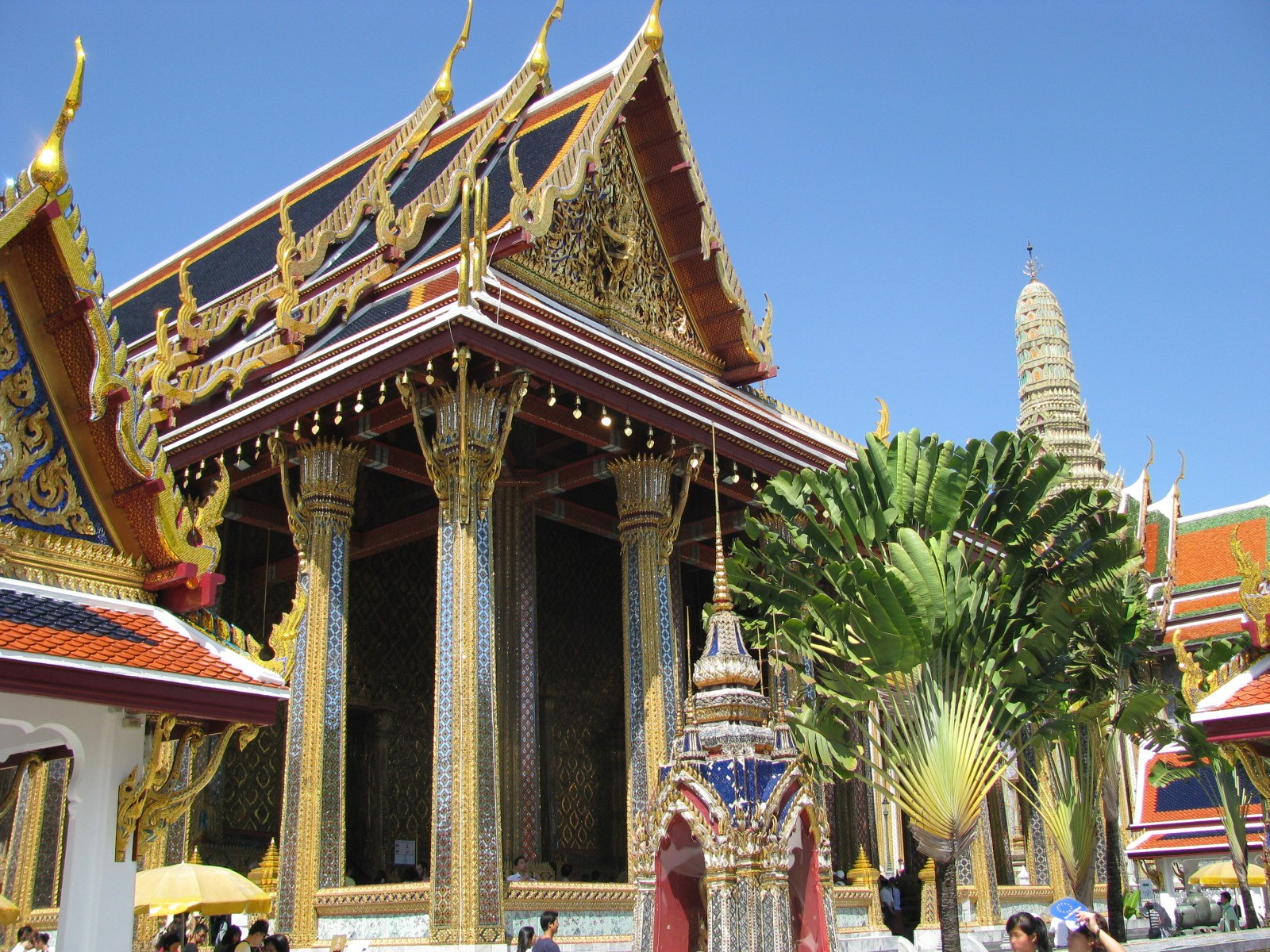
Il Phra Ubosot di Wat Phra Kaew a Bangkok con i tradizionali chofah sul tetto

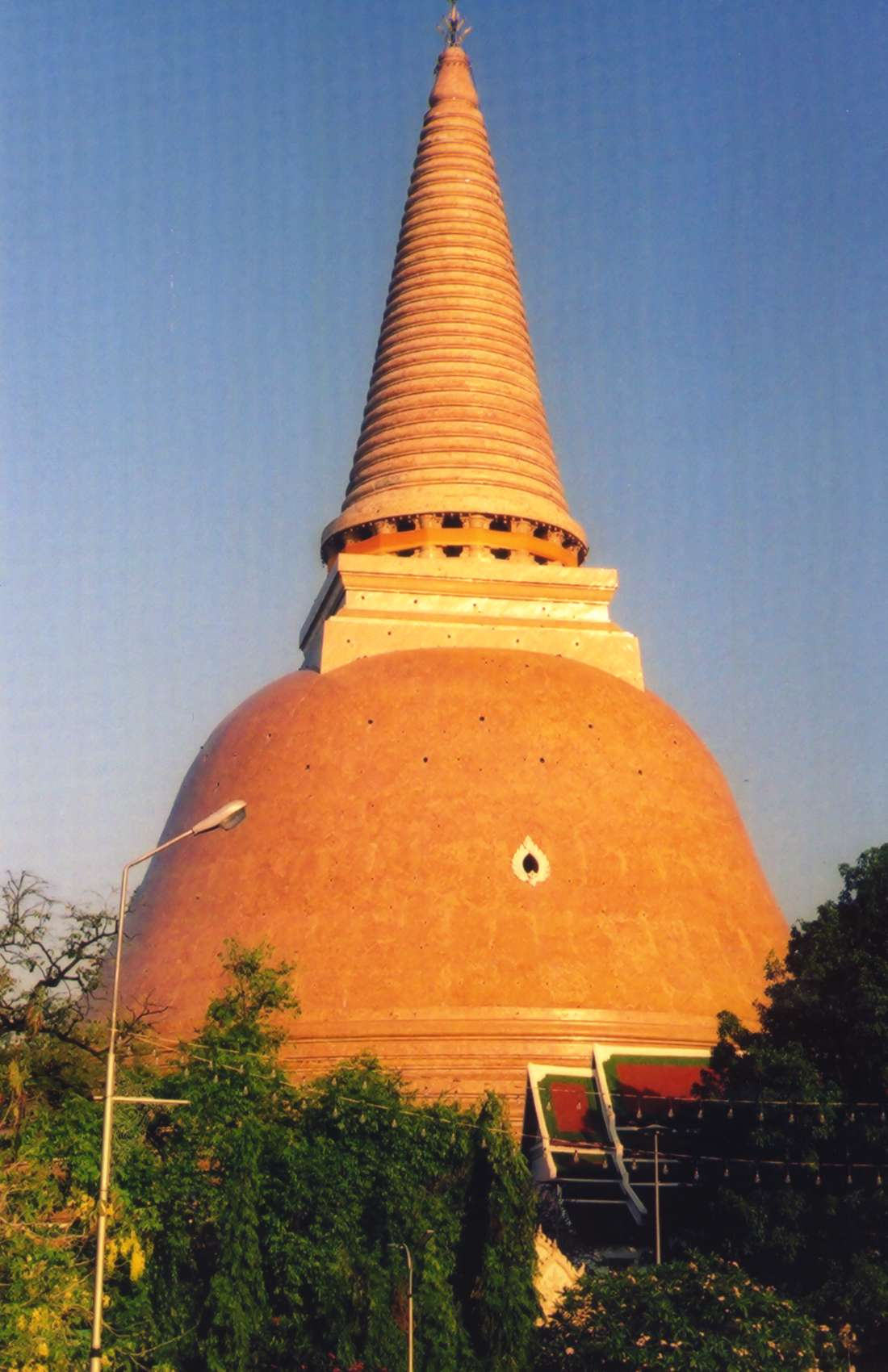
L'imponente struttura in stile classico singalese del chedi di Wat Phra Pathom Chedi a Nakhon Pathom in Thailandia

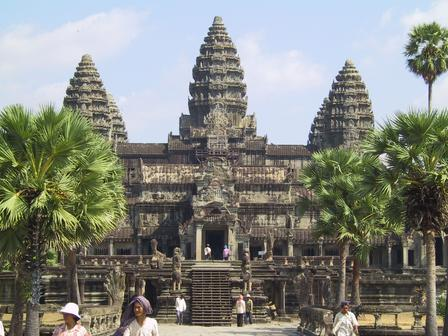
Angkor Wat in Cambogia, sovrastato dai chedey eseguiti in stile khmer

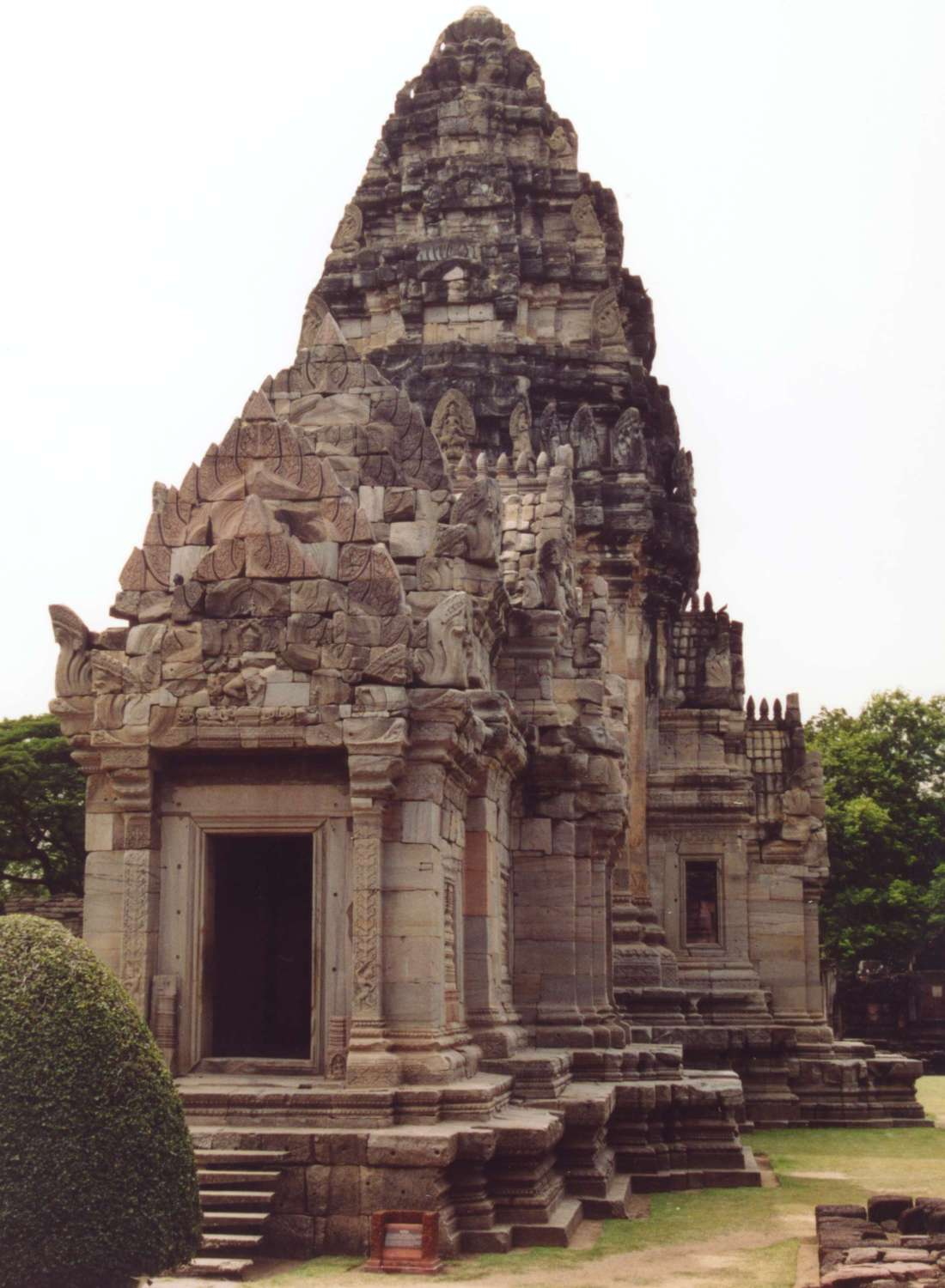
Prang in stile khmer nell'antico sito di Phimai nella Thailandia del Nordest

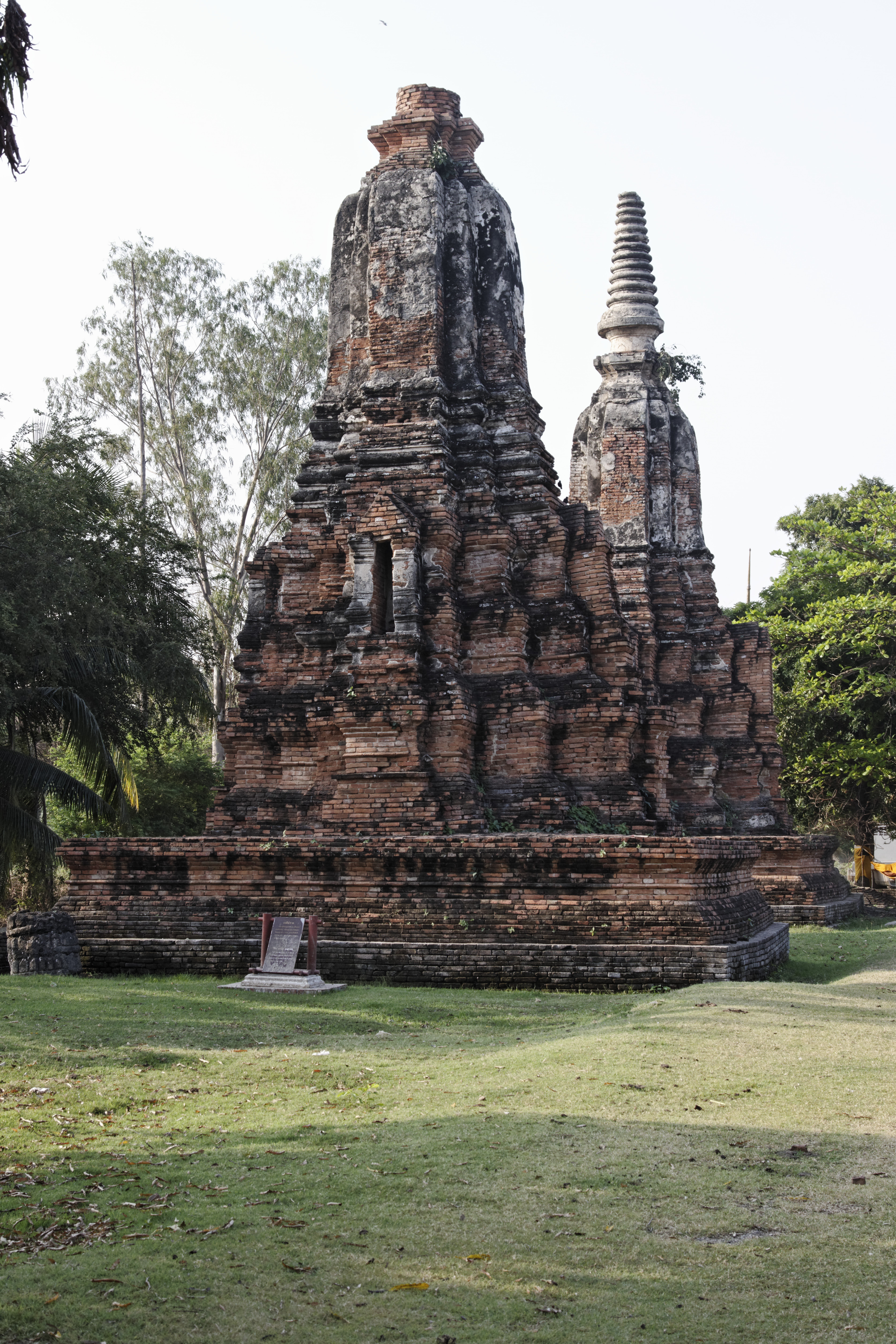
Chedi in stile khmer dell'antico wat Phu Khao Thong ad Ayutthaya in Thailandia

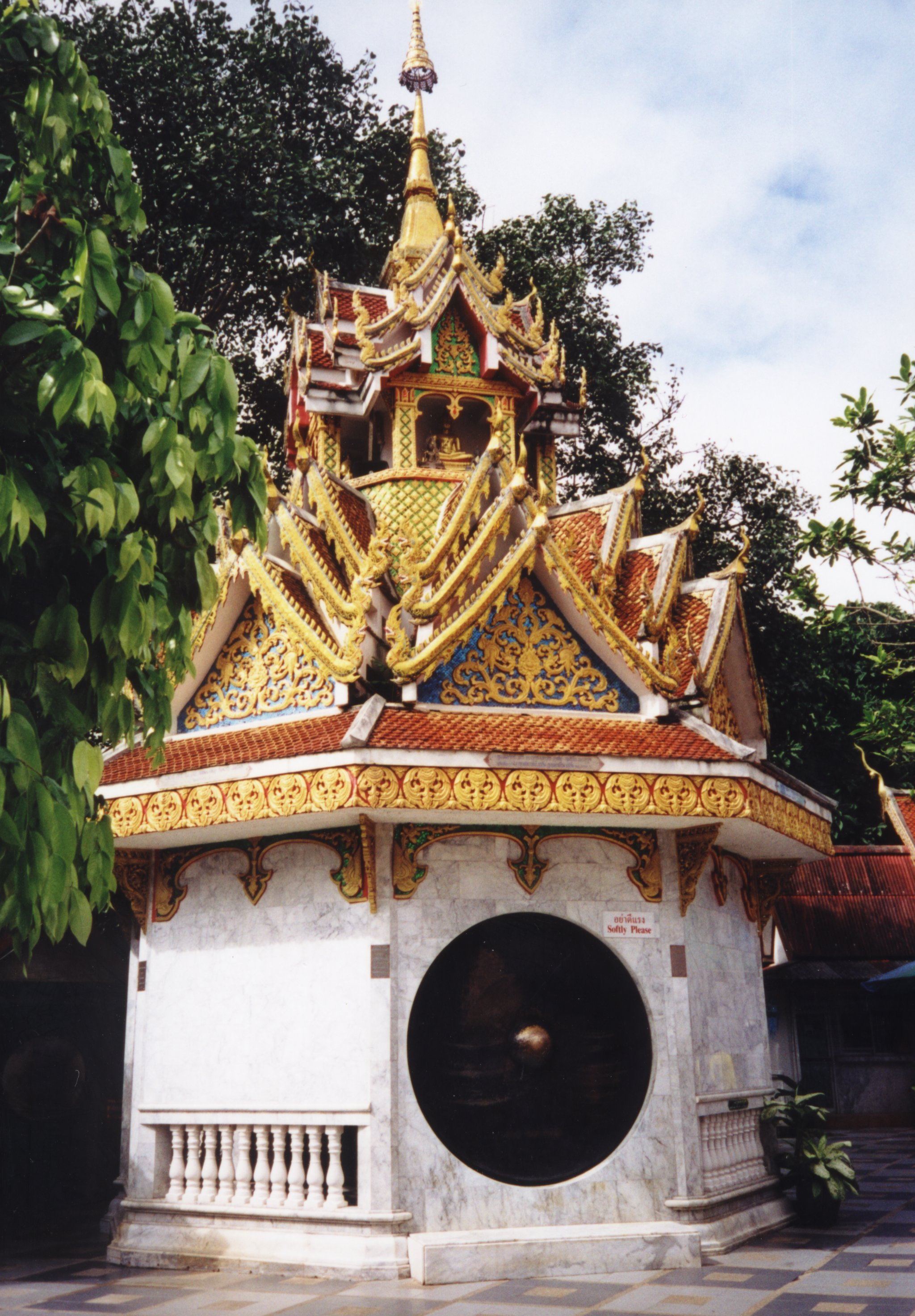
L'ho rakang del Wat Phrathat Doi Suthep a Chiang Mai

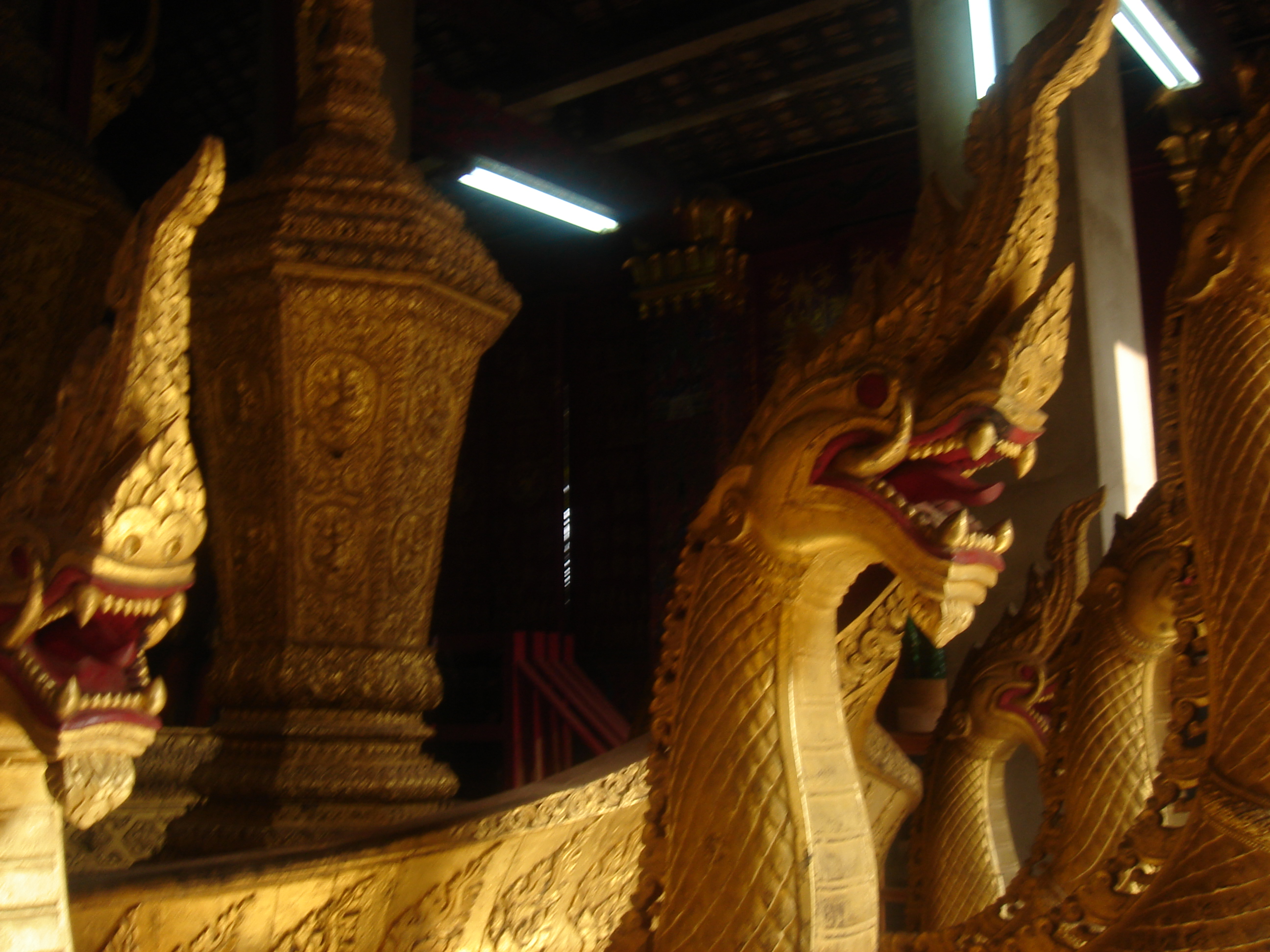
Naga posti sui carri funerari reali nel Wat Xieng Thong a Luang Prabang in Laos

Nel wat la zona sacra è separata da quella riservata agli alloggi dei monaci e alla scuola. La zona sacra è composta dai seguenti elementi:

### Phra Ubosot
Il Phra Ubosot, detto anche Bot, è il tempio principale del complesso, viene chiamato anche sala dell'ordinazione perché è qui che si svolge il rito dell'ordinazione monastica. Al suo interno è conservata la statua più importante di Buddha. L'accesso è solitamente riservato solo ai monaci.

### Vihan
Il vihan è un tempio assimilabile al Phra Ubosot, ma meno sontuoso e meno importante, e svolge le funzioni di sala per la preghiera e per le assemblee secondarie. Il termine viene dal sanscrito vihara (विहार), che in India rappresenta l'edificio principale del complesso templare.

### Chofah
Le chofah sono decorazioni poste alle estremità della linea di colmo e delle linee di gronda nei tetti degli edifici sacri, hanno la forma di sinuosi uccelli con becco lungo e rappresentano il garuḍa, un essere metà aquila e metà uomo delle mitologie induista e buddhista, che è l'emblema della Thailandia. Si possono trovare anche nel cortile del wat, in questo caso hanno delle campanelle attaccate che suonano quando si alza il vento

### Chedi
Chedi è la parola thailandese per stupa, che in Laos prende il nome that, mentre nell'architettura birmana prende sia il nome di chedi che quello di pagoda, ha funzione di reliquiario e contiene resti o oggetti sacri di Buddha. Ha la forma di una campana allungata nell'estremità superiore con una guglia e la superficie liscia. Questa forma è stata importata dall'architettuta classica dello Sri Lanka. In Cambogia prende il nome chedey ed ha spesso la forma di snella piramide con la superficie istoriata, che l'architettura khmer ha mutuato da quella classica induista all'epoca dei primi regni cambogiani nel I millennio a.C., quando l'induismo era la religione di Stato. Lo stile khmer è stato spesso usato per la costruzione dei templi in Thailandia ai tempi di Ayutthaya e di Rattanakosin, e nel sud del Laos tra il XII ed il XV secolo, quando questa parte del paese era soggetta alla dominazione khmer.

### Prang
I prang sono torri istoriate che nella tradizione induista cambogiana servivano per ospitare statue delle divinità nella cella inferiore, a cui di solito aveva accesso solo il sovrano. Col sopravvento del buddhismo sono diventati reliquiari con la stessa funzione dello stupa e sono stati adottati anche dall'architettura sacra siamese e lao nel periodo di Ayutthaya ed agli inizi del periodo Rattanakosin. Nei maggiori templi è possibile trovare affiancati i chedi ed i prang, come nel Wat Arun e nel Wat Phra Kaew di Bangkok.

### Mondop
Il mondop è un edificio a pianta quadrata aperto sui lati che di solito ha il tetto a forma piramidale, al suo interno vengono custoditi testi od oggetti sacri, ma può essere usato anche per svolgere determinati riti

### Hor trai
La hor trai è la biblioteca del wat. Per evitare il danneggiamento delle termiti ai testi, sia il mondop che la hor trai sono spesso circondati da uno stagno

### Sala
Le salawat sono piccoli padiglioni aperti sui lati e sono disseminati nei cortili, vengono usati per la meditazione e per rilassarsi e proteggersi dal sole e dalla pioggia; in alcuni wat esistono delle versioni più grandi, dove i monaci apprendono i sacri insegnamenti, che prendono il nome sala kan parian, che significa "sala per l'apprendimento della teologia buddhista", che viene insegnata in pali, l'antica lingua indo-ariana usata nella liturgia del Buddhismo Theravada.

### Ho rakang
L'ho rakang' è il campanile.

### Naga
Nāga è un termine sanscrito (नाग) che significa serpente, nei wat vi sono spesso rappresentazioni di Mucalinda, il sacro serpente che secondo la tradizione buddhista protesse Buddha nel periodo in cui ricevette l'Illuminazione, spesso poste sui parapetti delle scalinate che accedono ai Phra Ubosot e ai vihan o in altre parti del wat. Nella tradizione cambogiana pre-buddhista i naga assumevano anche un significato regale, e nell'architettura khmer sono spesso stati rappresentati con grande sfarzo

### Crematorio
Il crematorio è la cella funeraria in cui avviene la cremazione dei morti, presente solo nei wat maggiori

## Codice di comportamento per i visitatori
Vi sono diverse regole da osservare quando si entra in un wat:
- L'accesso ai templi viene negato a chi non è vestito in maniera sobria, gli adulti devono indossare pantaloni lunghi e vesti con maniche lunghe, le donne devono coprire le scollature, e nel caso il visitatore si presenti vestito in maniera inadeguata gli viene consegnato un sarong per coprirsi.
- È obbligatorio togliersi le scarpe prima di entrare negli edifici sacri
- Si deve fare attenzione a non rivolgere le piante dei piedi verso le immagini sacre, e per estensione anche verso le persone, sarebbe considerata una mancanza di rispetto perché nei paesi buddhisti sono considerate la parte meno nobile del corpo
- Alle donne è vietato toccare i monaci, ed in caso di offerte si deve lasciarle in un punto dal quale questi in un secondo momento possano prenderle
- Si deve avere grande rispetto per le immagini sacre, evitando di toccarle rudemente o di usarle per le foto ricordo

## Esempi di wat
Alcuni famosi wat sono:
Cambogia
- Angkor Wat, Siem Reap
- Bayon, Siem Reap
- Ta Prohm, Siem Reap
- Preah Khan, Siem Reap
- Silver Pagoda, Phnom Penh
- Wat Botum, Phnom Penh
- Wat Ounalom, Phnom Penh

Laos
- Pha That Luang, Vientiane
- Wat Si Saket, Vientiane
- Vat Phou, Champasak
- Wat Xieng Thong, Luang Prabang
- Wat Mai, Luang Prabang

Thailandia
- Wat Phra Kaew, Bangkok
- Wat Arun, Bangkok
- Wat Pho, Bangkok
- Wat Suthat, Bangkok
- Wat Benchamabophit (Il tempio di marmo), Bangkok
- Wat Ratchanadda, Bangkok
- Wat Bowonniwet, Bangkok
- Prasat Hin Phimai, provincia di Nakhon Ratchasima
- Wat Phrathat Doi Suthep, Chiang Mai
- Wat Chiang Man, Chiang Mai
- Wat Chedi Luang, Chiang Mai
- Wat Phra Singh, Chiang Mai
- Wat Phra Maha Jinadhatucao Doi Tung, Chiang Rai
- Wat Phra Pathom Chedi, Nakhon Pathom

## Galleria d'immagini

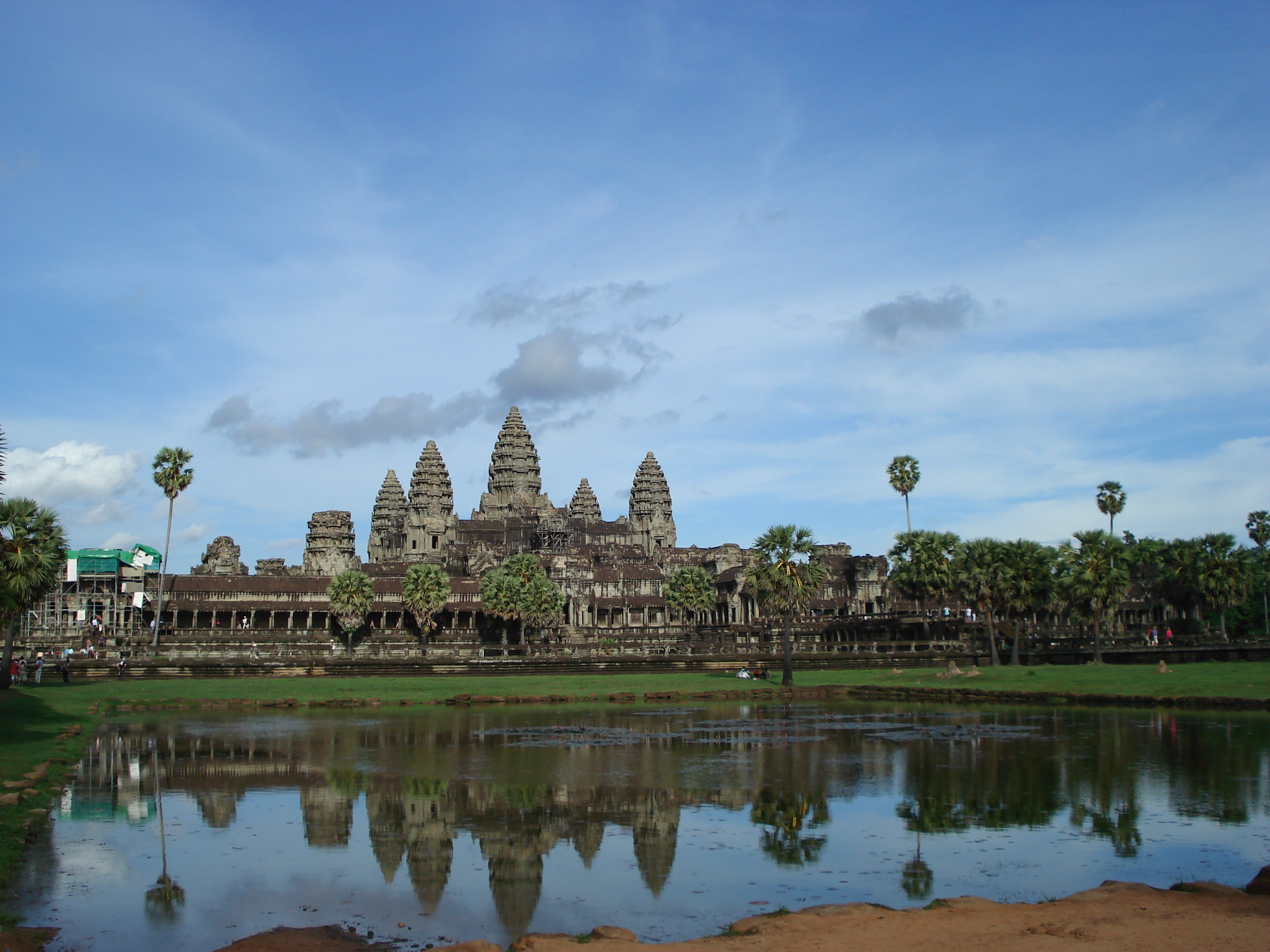
Angkor Wat, Siem Reap, Cambogia
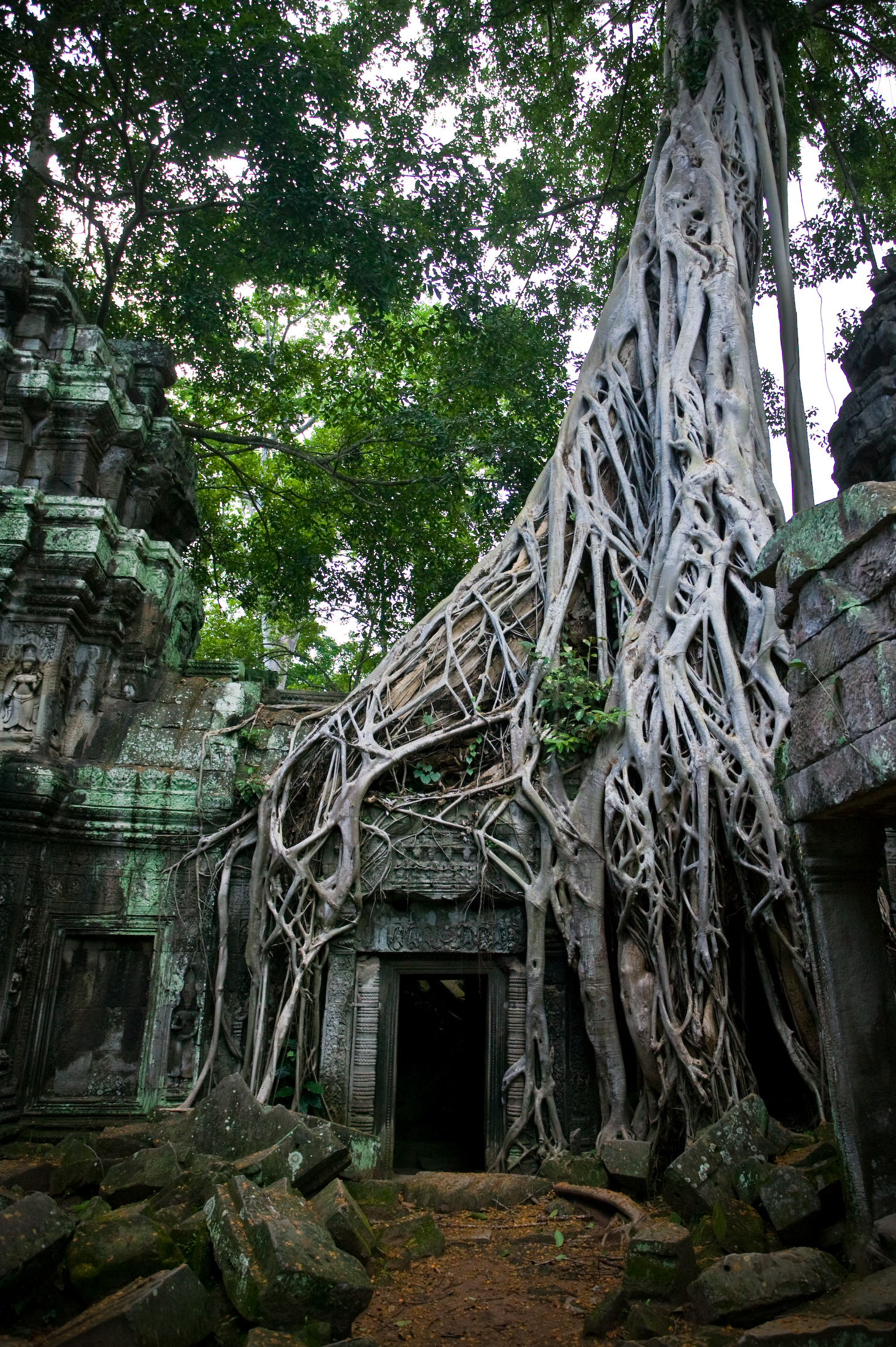
Ta Prohm, Siem Reap
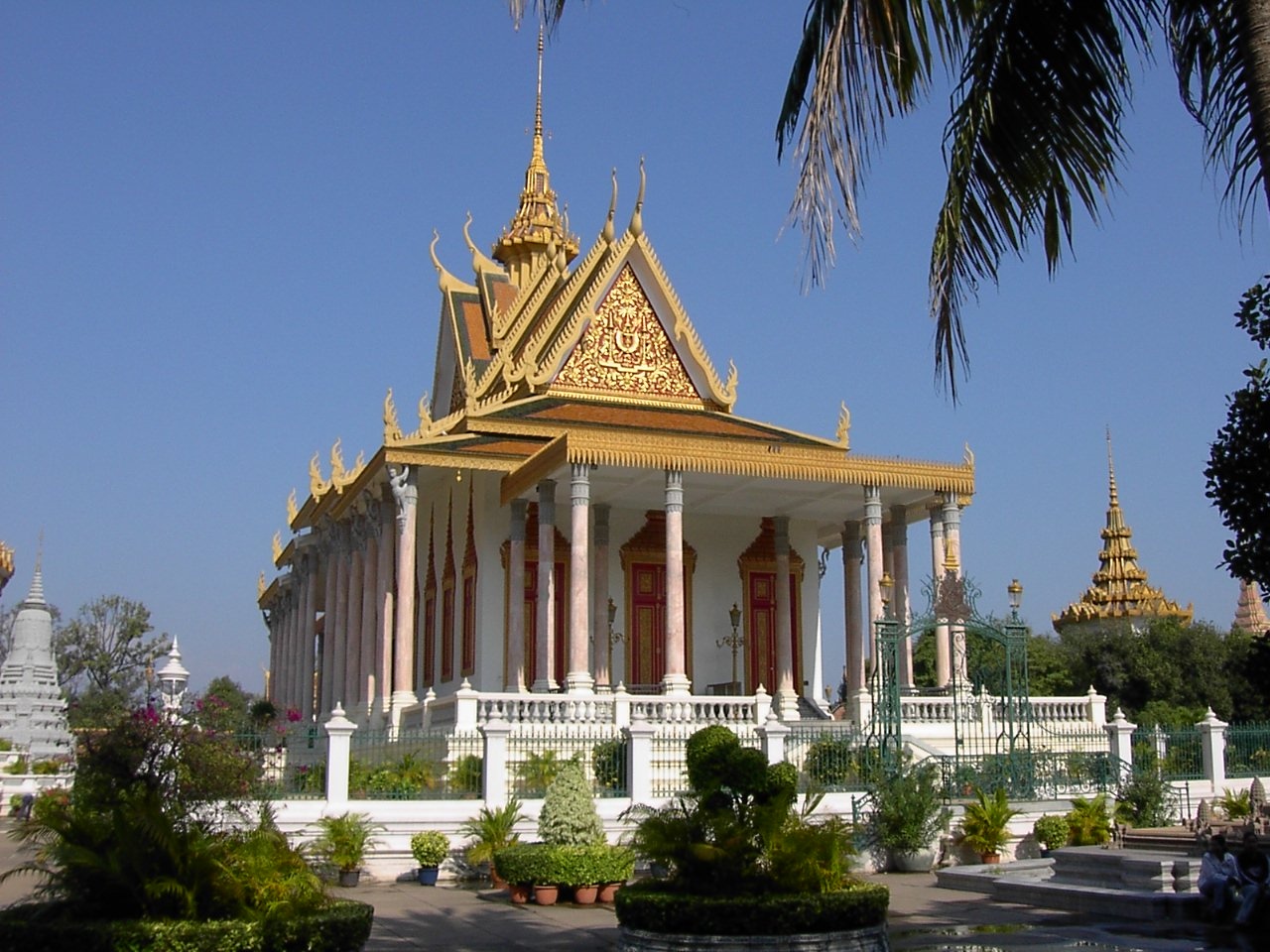
Silver Pagoda, Phnom Penh, Cambogia
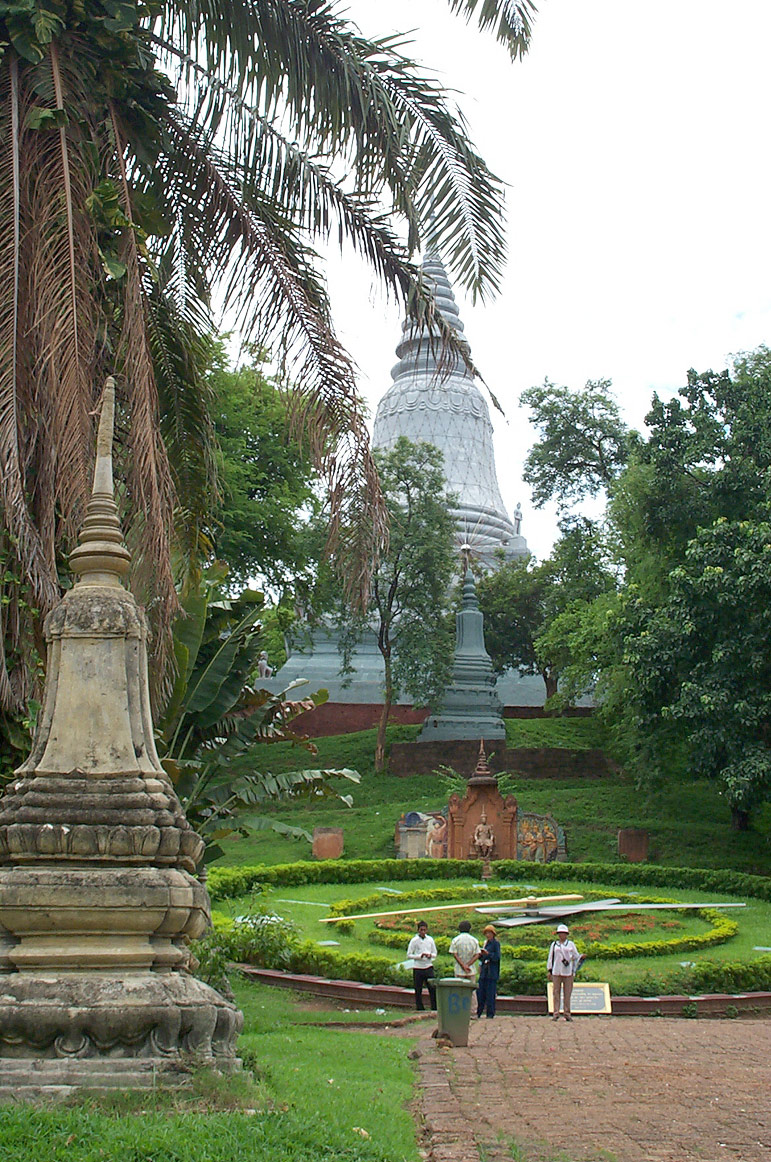
Wat Phnom, Phnom Penh
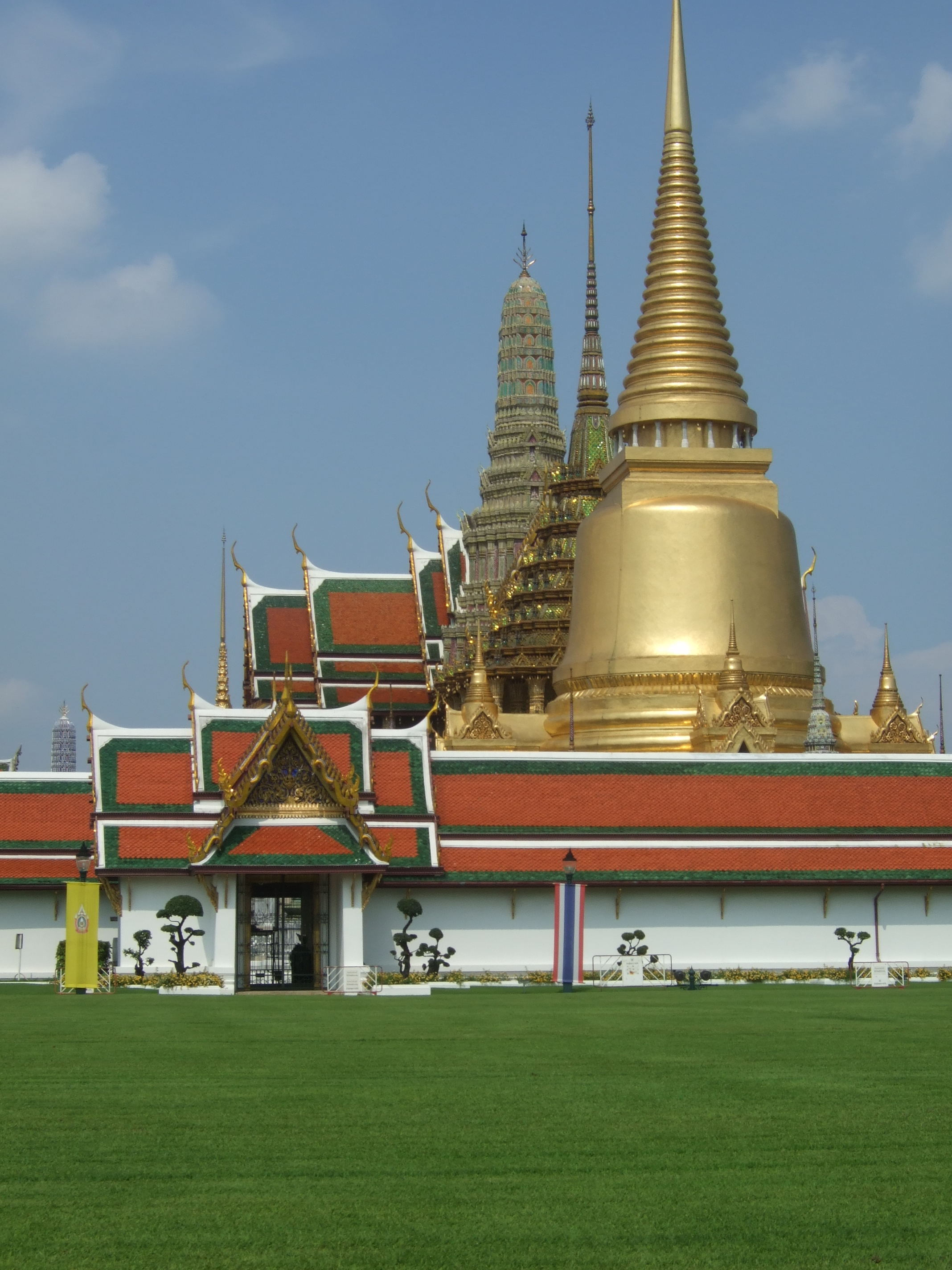
Wat Phra Kaew, Bangkok, Thailandia
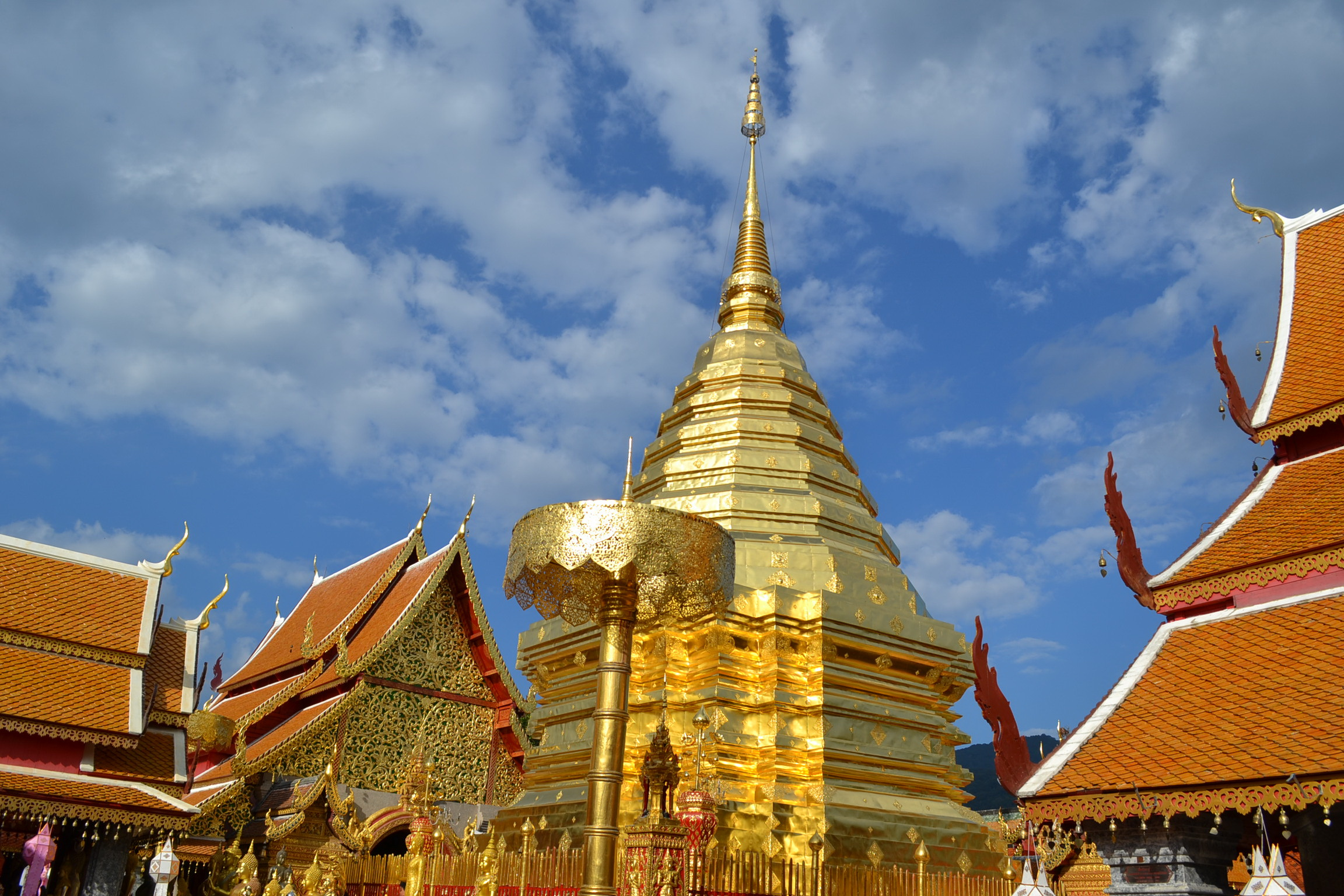
Wat Phrathat Doi Suthep, Chiang Mai, Thailandia
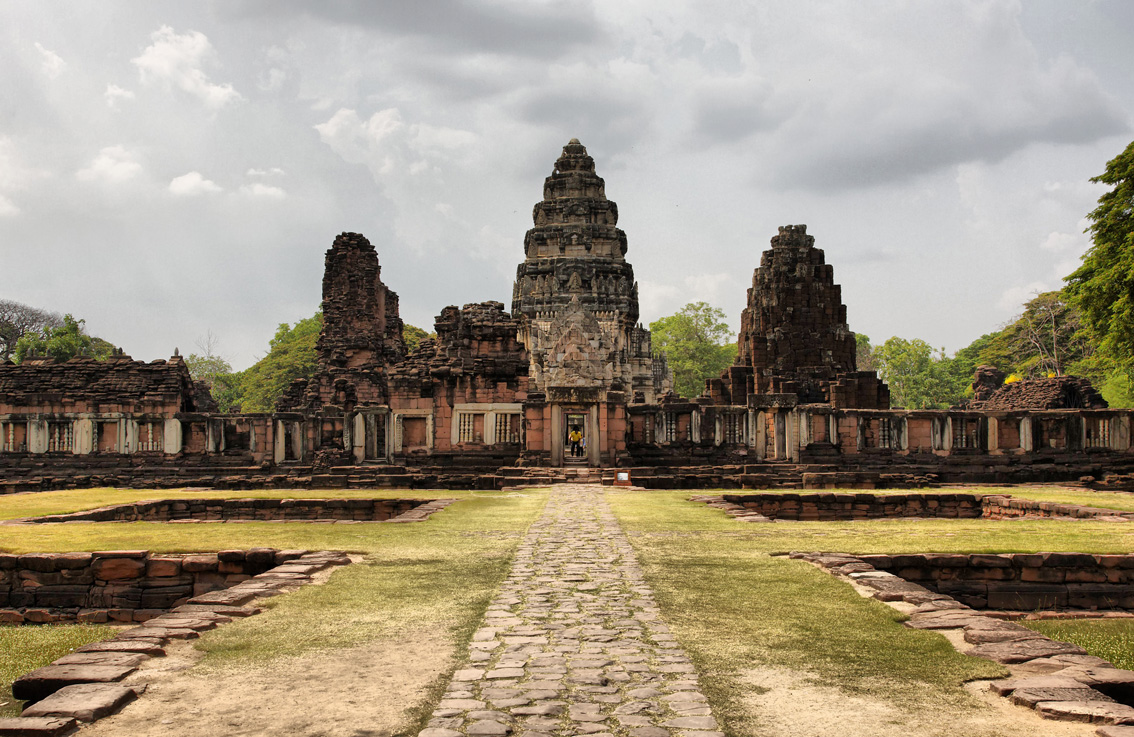
Prasat Hin Phimai, provincia di Nakhon Ratchasima, Thailandia
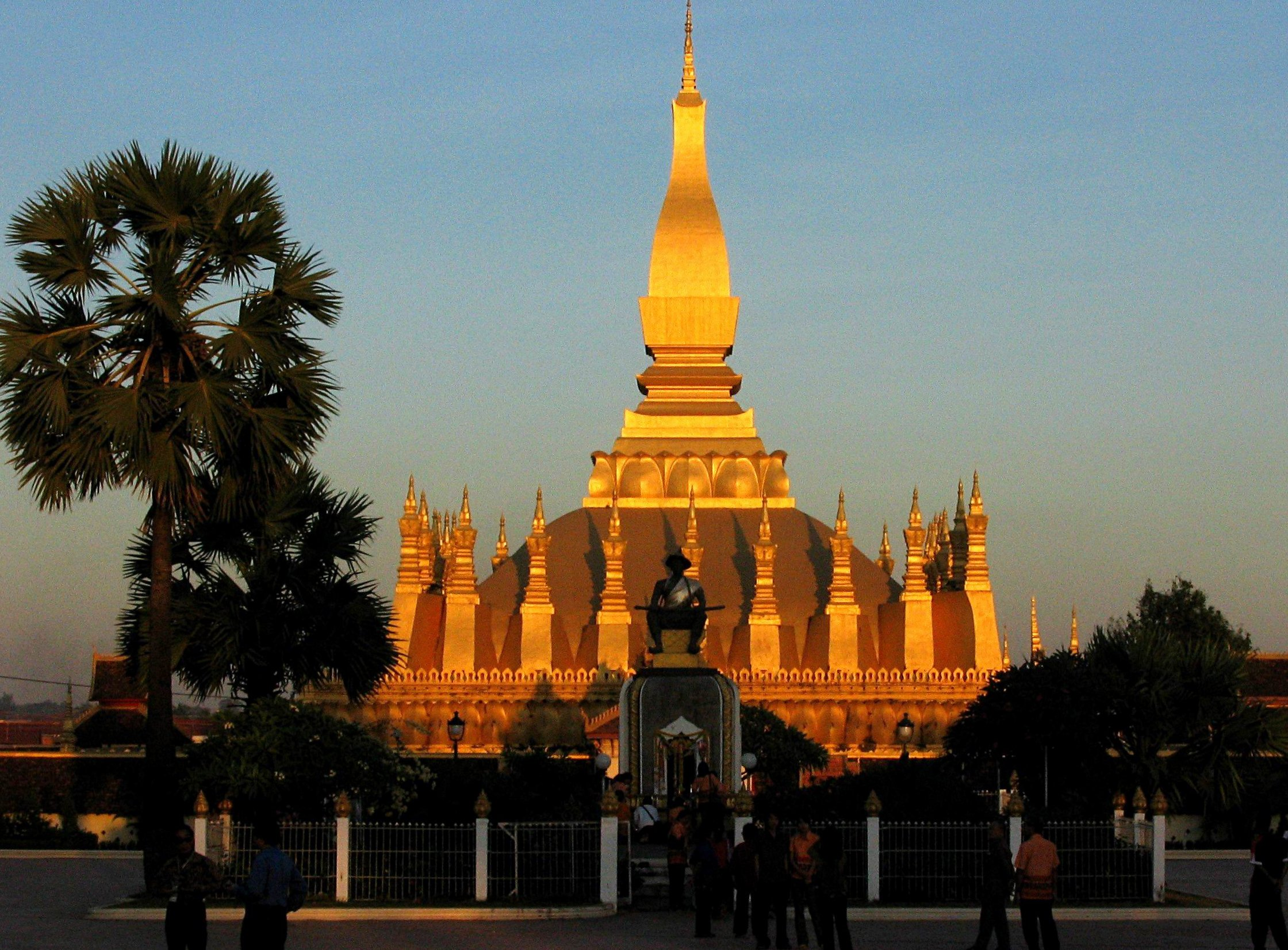
Wat Pha That Luang, Vientiane, Laos
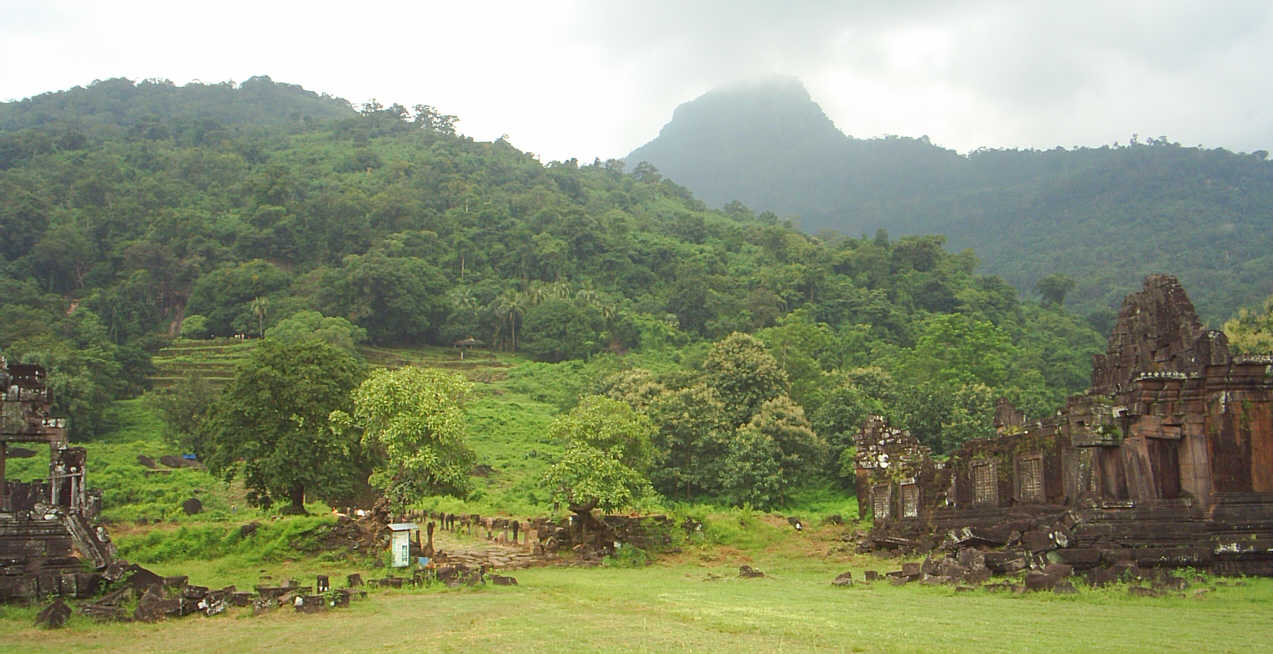
Vat Phou, Laos